# Christa Büker
Christa Büker (* 1960) ist eine deutsche Krankenschwester, Fachbuchautorin und Pflegewissenschaftlerin. Sie lehrt als Professorin für Pflegewissenschaft an der Fachhochschule Bielefeld und war bis Februar 2024 Vorstandsmitglied der Deutschen Gesellschaft für Pflegewissenschaft.

## Werdegang
Büker absolvierte von 1977 bis 1980 eine Krankenpflegeausbildung und war anschließend bis 1998 als Krankenschwester, Stationsleitung und Qualitätsbeauftragte tätig. Sie erwarb die Zusatzqualifikation als Pflegedienstleitung im Jahr 1994. Zudem bildete Büker sich im Qualitätsmanagement fort. 1999 wurde sie TÜV-zertifizierte Qualitätsbeauftragte und 2002 Auditorin. Parallel zu ihrer Tätigkeit in der Krankenpflege nahm sie im Jahr 1996 ein Diplomstudium im Fachbereich Pflegemanagement an der Fachhochschule Münster auf, das sie 2000 abschloss. Ihr anschließendes Studium an der Fakultät für Gesundheitswissenschaften an der Universität Bielefeld schloss Büker vier Jahre später mit dem Master of Public Health ab. Während ihres hieran anschließenden Promotionsstudiums war sie als Wissenschaftliche Mitarbeiterin am Institut für Pflegewissenschaft der Bielefelder Universität tätig. in dieser Zeit nahm sie an mehreren Forschungsprojekten teil. Von 2004 bis 2006 war Büker an einem Modellprojekt zur Verbesserung der Begutachtung von Pflegebedürftigkeit beteiligt. In den folgenden Jahren beschäftigte sie sich mit der Entwicklung eines neuen Begutachtungsinstruments zur Feststellung von Pflegebedürftigkeit.
Im Jahr 2010 promovierte Büker zum Dr. Public Health mit dem Thema Leben mit einem chronisch kranken oder behinderten Kind. Bewältigungshandeln pflegender Mütter unter Zeitverlaufs- und Kompetenzerwerbsgesichtspunkten.

### Funktionen und Arbeitsbereich
Seit 2015 lehrt Büker als Professorin für Pflegewissenschaft im Fachbereich Wirtschaft und Gesundheit der Universität Bielefeld. Zudem ist sie Mitglied der Lenkungsgruppe des Instituts für Bildungs- und Versorgungsforschung im Gesundheitsbereich der Fachhochschule Bielefeld.
Büker ist stellvertretende Studienleitung im dualen Bachelorstudiengang Gesundheits- und Krankenpflege, der akademische und praktische Pflegeausbildung verbindet. Das Pflegeberufegesetz von 2017 fasste die drei bis dahin in Deutschland bestehenden pflegerischen Ausbildungsgänge zu einer generalistischen Ausbildung zusammen. Entsprechend formulierte die Fachkommission nach dem Pflegeberufegesetz Inhalte aus, nach denen Auszubildende ab 2020 unterrichtet wurden. Die Fachhochschule Bielefeld reagierte auf diese Entwicklungen mit der Einrichtung des Studiengangs Pflege, bei denen neben dem Abschluss Pflegefachmann oder Pflegefachfrau mit dem Bachelor auch ein akademischer Grad erworben werden kann.

### Ehrenamtliches Engagement
Neben ihren Aufgaben in Lehre und Wissenschaft sowie einer umfangreichen publizistischen Tätigkeit engagiert sich Büker zudem in gemeinnützigen Organisationen. Sie war bis März 2024 Vorstandsmitglied der Deutschen Gesellschaft für Pflegewissenschaft (DGP) und ist Mitglied der Sektion BIS (Beraten, Informieren, Schulen) dieser Fachgesellschaft. 2024 gehörte sie zu den Gründungsmitgliedern der neu gegründeten Sektion Planetary Health der DGP und ist seitdem Sprecherin der Sektion. Zudem ist Büker Mitglied im Deutschen Berufsverband für Pflegeberufe und dem Bundesverband des Hochschullehrerbundes.
Im Frühjahr 2022 wurde Büker in die vom Deutschen Pflegerat (DPR) ins Leben gerufene Expertengruppe Pflegewissenschaft/Hebammenwissenschaft in der Pandemie aufgenommen. Mit dieser Initiative reagierte der DPR auf die Einrichtung des Corona-Expertenrats, der gegenüber dem Bundeskanzleramt Empfehlungen zur Bewältigung der COVID-19-Pandemie in Deutschland ausformuliert. Während hierbei zahlreiche medizinische Disziplinen vertreten sind, wurde auf Expertise von Seiten der Pflege verzichtet. Der Expertenrat des DPR trat erstmals am 10. März 2022 zusammen. Büker ist eines von insgesamt 16 Mitgliedern, darunter Annegret Horbach, Margareta Halek und Uta Gaidys.

## Positionen
Büker bewertet den Pflegeberuf als interaktionsintensives Tätigkeitsfeld, das gleichzeitig abwechslungsreich und anspruchsvoll ist. Ein akademischer Abschluss im Fachgebiet Gesundheits-. und Krankenpflege vermittelt ihrer Ansicht nach, neben den praktischen Fertigkeiten, zudem die Befähigung zum kritischen und innovativen Weiterdenken. Hinsichtlich der Akademisierung der Pflege sieht Büker in der Bundesrepublik allerdings Nachholbedarf.

## Publikationen
In ihrer vielfältigen publizistischen Tätigkeit arbeitet Büker zum Themenfeld Pflegerische Ausbildung mit dem Schwerpunkt Hochschulausbildung.

### Fachartikel (Auswahl)
- mit Matthias Mertin, Irene Müller und Dominik Röding: Das „Boot-Camp“. Eine didaktische Methode zum Einstieg in den Schreibprozess einer Bachelorarbeit. in: PADUA, 14. Jahrgang, Heft 1, 2019, S. 42–48, doi:10.1024/1861-6186/a000472.
- mit Änne-Dörte Latteck: Advances Practice Nursing zu Gesundheitsförderung und Prävention. in: Public Health Forum, 29. Jahrgang, Heft 3, 2021, S. 257–259, doi:10.1515/pubhef-2021-0054.
- mit Jutta Backhaus und Änne-Dörte Latteck: Hochschulische Ausbildung in Pflegeberufen. Konzepte für die Zukunft. In: Blätter der Wohlfahrtspflege. 165. Jahrgang, Nr. 2. Nomos, 2018, S. 60–63 (nomos-elibrary.de).

### Bücher
Gemeinsam mit Julia Lademann gibt Büker seit 2018 die Lehrbuchreihe Bachelor Pflegestudium heraus die im Kohlhammer Verlag erscheint:
- Moderne Pflege heute. Beruf und Profession zeitgemäß verstehen und leben. Kohlhammer, Stuttgart 2018, ISBN 978-3-17-032109-0.
- Beziehungsgestaltung in der Pflege. Kohlhammer, Stuttgart 2019, ISBN 978-3-17-032113-7.
- Matthias Mertin, Irene Müller: Edukative Aktivitäten und Interventionen in der Pflege. Chronisch Kranke beraten, anleiten, schulen. Kohlhammer, Stuttgart 2020, ISBN 978-3-17-033792-3.

weitere Bücher als Herausgeberin
- mit Änne-Dörte Latteck, Norbert Seidl und Senta Marienfeld: Pflegende Angehörige. Genderspezifische Erwartungen an soziale Unterstützungssysteme. Barbara Budrich, Opladen/Berlin/Toronto 2020, ISBN 978-3-8474-2285-3.
- mit Martin Schieron und Angelika Zegelin: Patientenedukation und Familienedukation. Praxishandbuch zur Information, Schulung und Beratung. Hogrefe, Bern 2021, ISBN 978-3-456-86041-1.

Bücher als alleinige Autorin
- Wenn der MDK kommt. Qualitätsprüfungen in der Pflege. Kohlhammer, Stuttgart 2006, ISBN 3-17-019457-7 (in der Reihe Pflegemanagement kompakt).
- Pflegende Angehörige stärken. Information, Schulung und Beratung als Aufgaben der Professionellen Pflege. Kohlhammer, Stuttgart 2009, ISBN 978-3-17-020063-0 (in der Reihe Pflegepraxis).

Bücher als Mitautorin
- mit Maria Niggemeier: Tagespflege für ältere Menschen. Ein Praxisbuch. Kohlhammer, Stuttgart 2014, ISBN 978-3-17-023454-3.

Bücher als Beitragende
- Christian Loffing und Stephanie Geise (Hrsg.): Management und Betriebswirtschaft in der ambulanten und stationären Altenpflege. Huber, Bern 2009, ISBN 978-3-456-84662-0.

## Videopodcast
- Pflegebildung: Pflegewissenschaftliche Karrierewege. Roland Brühe im Gespräch mit Christa Büker. 15. Juli 2022. Dauer 39:27 Min. Videopodcast Pflegewissenschaftliche Karrierewege